# Inventário gerido pelo fornecedor
Inventário gerido pelo fornecedor (IGF; em inglês: vendor managed inventory, sigla:VMI), também conhecido como programa de reposição contínua (em inglês: continuous replenishment program, sigla:CRP), é um programa desenvolvido por uma parceria entre fabricante e fornecedor direccionado para a gestão de estoques e controle da informação de ordens de compra/venda, onde se assume como uma mais valia em relação à troca de informação através do Electronic Data Interchange (EDI). O IGF surge como uma forma de lidar com a incerteza da procura, na medida em que coordena os diferentes elos da cadeia de abastecimento no difícil processo de prever a procura.
O fornecedor tem acesso aos dados relativos ao estoque (vendas) do cliente e assume, ele próprio, as decisões sobre os reabastecimentos. O IGF integra-se na cadeia de abastecimento como forma de estabelecer uma real colaboração e partilha de informação entre o fornecedor e o cliente e com isso, não só permite reduzir os níveis de estoque ao longo da cadeia de suprimentos como proporciona uma redução de custos. Torna-se fundamental a criação de fortes relações de parceria no sentido de optimizar resultados e reduzir custos operativos. É nessa dependência estabelecida entre as organizações envolvidas na procura de um  mesmo objectivo, que se fundamenta a base deste processo.
Num sistema de inventário gerido pelo fornecedor, o fornecedor toma as decisões sobre o nível de estoque mais indicado para cada um dos produtos, respeitando no entanto os limites previamente estabelecidos, assim como as políticas de estoques apropriadas para manter estes níveis. Inicialmente, as sugestões apresentadas pelo fornecedor deverão ser ser analisadas e aprovadas pelo retalhista, mas no entanto um dos objectivos do IGF é o de eliminar falhas nos pedidos específicos do retalhista.

## Fundamentos do IGF

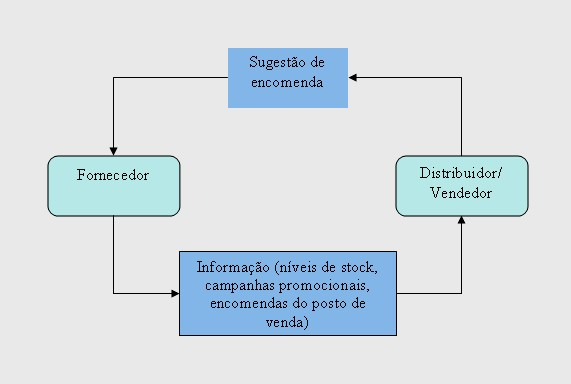
Modelo de reposição via IGF.

Com base no histórico do produto, o IGF cria uma previsão diária da procura e efectua o cálculo do nível de estoque de segurança para os  fornecedores em cada posto de venda. Dependendo se se trata de produtos individuais ou grupos de produtos, as previsões são feitas de acordo com as respectivas características e parâmetros tendo também em conta os restantes elos da cadeia. É de salientar que as previsões poderão também ser afectadas por factores exteriores e por campanhas promocionais. Da comparação entre o estoque nos postos de venda e as previsões de vendas, resultam as ordens de compra estabelecidas pelo programa. As previsões de vendas são feitas com base no histórico do produto, assim como das vendas actuais, das tendências e até da sazonalidade. O propósito é que, diariamente, após o encerramento dos pontos de vendas, toda a informação sobre as mesmas seja informaticamente partilhada com o produtor e assim, permitir a este ter uma menor incerteza quanto à procura e conseguir satisfazer o cliente. Após a análise desta informação, o fornecedor apresenta um maior poder de resposta, tanto na gestão dos estoques como na gestão dos seus transportes. No término deste processo, através do EDI, são processados os pedidos para o retalhista, ficando também registada a informação junto do planejamento da produção.

## Implementação do IGF
Aspectos importantes na implementação do IGF:
- Negociação dos termos do contrato entre as partes que deve incluir factores como a responsabilidade das ordens de compra, nível de estoque e aspectos financeiros;
- Se for comprovada a inexistência destes, devem ser desenvolvidos sistemas de informação que sirvam ambas as partes retalhista e fornecedor);
- Deverão ser desenvolvidas e efectivamente utilizadas técnicas de previsão;
- Dependendo da natureza da cooperação, deverão ser coordenadas políticas de transporte e utilizadas ferramentas auxiliares na gestão do estoque.

Outro dos factores de destaque na utilização do IGF está relacionado com o efeito chicote. A implementação do IGF contribui para a eliminação do racionamento e formação de lotes de compra e de produção como fontes causadoras do efeito chicote na cadeia de abastecimento.

## Processo tipo de IGF
Principais fases hierarquizadas do processo de IGF:
1. Definição de objectivos;
2. Avaliação das capacidades internas dos parceiros de negócio;
3. Desenvolvimento da lista de verificação conjunta;
4. Troca de informação com o início da parceria;
5. Implementação e verificação do projecto inicial;
6. Alargamento do âmbito do IGF.

## Vantagens do IGF
Vantagens resultantes da implementação do IGF, nas perspectivas do fornecedor e dos vendedores:

### Fornecedor e cliente
- Falhas de comunicação são reduzidas e todo o processo é realizado em menor tempo e com maior eficácia;
- Redução dos níveis de estoque;
- Atenuação de incerteza na gestão do estoque;
- Redução de lead time na cadeia de abastecimento;
- Redução da probabilidade da ocorrência de rupturas de estoque;
- A estreita relação entre as partes permite a automatização de actividades;
- Menor incerteza na previsão da procura;
- Melhoria dos níveis de serviço;
- Maior eficiência na gestão do armazém;
- Minimização dos custos de expedição;
- Optimização da gestão de transporte e da capacidade de distribuição;
- Redução dos custos administrativos;
- Melhoria na gestão de recursos;
- Aumento do número de vendas;
- Redução nos custos de encomenda;
- Diminuição de produtos devolvidos;
- Redução de custos de processamento de encomendas;
- Redução de custos de transporte, posse e de aprovisionamento;
- Maior satisfação por parte do cliente final.

### Vendedor
- Aumento do número de vendas;
- Diminuição do número de produtos devolvidos;
- Redução dos níveis de estoque;
- Redução da probabilidade da ocorrência de rupturas de estoque;
- Melhoria dos níveis de serviço;
- Melhoria dos níveis de satisfação do cliente;
- Diminuição dos custos de armazenamento;
- Redução nos custos de processamento de encomenda;
- Redução dos custos logísticos.

## Desvantagens
Alguns problemas relacionados com a implementação do IGF:
- A obrigatoriedade da existência de uma relação fortalecida entre fornecedor e retalhista;
- A necessidade de utilizar avançadas tecnologias o que traz um acréscimo de custos;
- A extrema confiança que terá que existir entre as duas partes;
- A dependência entre as partes poderá ser vista muitas vezes como uma perda de controlo no seio das organizações;
- A aceitação por parte dos funcionários de ambas as partes da sua responsabilidade, assim como dos objectivos do IGF;
- O aumento de custos para o fornecedor que poderá ser directamente proporcional ao aumento da sua responsabilidade com a gestão do estoque;
- A inexistência de regras claras em relação aos custos com a gestão de estoques, com incidência no fornecedor;
- A implementação do EDI (Electronic Data Interchange) que deverá ser testada para garantir a confiabilidade dos dados;
- Os retalhistas ainda recorrem a processos como o ERP/MRP em situações de reposições mais complexas.

## Componentes do IGF

### 1.Localização do inventário
Na prática do IGF, a localização do inventário depende do acordo entre o fornecedor e o cliente. Podemos assim ter 3 opções para a localização do inventário. O inventário pode ser localizado nas instalações comuns do cliente e do fornecedor. Para o fornecedor, esta opção serve como uma proteção contra ciclos de entrega curtos ou ciclos de produção não sincronizados  . Por outro lado, também pode inferir custos mais altos de manutenção devido à necessidade de armazenamento do material, o seu rastreamento e manuseamento e gestão de materias obsoletos . 
Seguidamente, o inventário também pode ser localizado no armazém central do cliente ou armazém de terceiros. A localização de inventário no armazém de terceiros pode ser uma solução para compradores que terceirizaram parte ou todas as suas operações logísticas. Contrariamente, a gestão do estoque no armazém central permite uma melhor otimização das entregas, custos mais baixos e, finalmente, permite que o comprador maximize as economias de escala . No entanto, nem sempre é possível aplicar portanto, armazéns de terceiros geralmente são a solução para problemas como por exemplo: o armazém do fornecedor estar muito longe do comprador ou a falta de experiência do comprador para armazenar tipos específicos de mercadorias que são mais difíceis de armazenar. 
Por fim, o inventário pode ser localizado diretamente nas instalações do cliente.Esta opção inclui, como por exemplo a localização do inventário no armazém do comprador, na linha de produção ou na própria loja . No entanto, reabastecer os níveis de estoque nestas opções específicas, em geral é mais difícil de gerir, pode ser mais caro e tornar-se mais difícil de organizar.

### 2.Posse do inventário
Quando mencionamos a posse do inventário referimo-nos a quem pertence o inventário e ao processo da emissão de fatura para o cliente. No inventário gerenciado pelo fornecedor existem várias soluções em termos de pagamento e transferência de posse . 
Assim, o é possível que o fornecedor seja proprietário do estoque nas instalações do cliente, sendo que a fatura é emitida quando os itens são emitidos do estoque. 
Outra opção para a posse do inventário é quando o cliente assume a posse do estoque, mas recebe uma fatura na entrega. Nesta opção, o fornecedor não é pago até que o cliente emita os itens do estoque e dentro de um prazo de acordo com as condições de pagamento acordadas . Isso permite a partilha de riscos entre as duas partes, pois o cliente corre o risco de obsolescência, enquanto que o fornecedor seria responsável pelos custos de capital e pela flutuação nos preços do estoque . 
Terceiramente, o cliente pode ser o proprietário do estoque na entrega e o fornecedor emite a fatura para o cliente assim que a remessa é feita . Neste cenário, o cliente é responsável pelo investimento em estoque e pelos custos de manutenção, mas tem a opção de se proteger contra flutuações de preço . Esta alternativa é também considerada uma solução padrão num processo comum de entrega de pedidos .

### 3.Visibilidade do nível da procura
Este tópico refere-se ao tipo de informação sobre a procura partilhada pelos clientes para ajudar os fornecedores a controlar o seu estoque. Entre essas informações temos como exemplo os dados de vendas, levantamento do estoque, planeamento de produção, nível do estoque, mercadorias em trânsito, pedidos em atraso, pedidos recebidos e devoluções. 
Argumenta-se que a partilha de dados e inventário pode melhorar o planeamento de produção do fornecedor e torná-lo mais estável. Não obstante, esta partilha também ajuda a melhorar as mudanças sazonais e descobrir momentos críticos em relação à produção. O fornecedor pode beneficiar com as informações adaptando a sua produção às solicitações dos clientes e responder mais rapidamente . Com a crescente visibilidade das informações sobre a procura, o fornecedor terá um prazo mais longo para a reposição de produtos e também permitirá reduzir o Efeito chicote . Os dados geralmente são atualizados a cada semana e são transmitidos por meio de um EDI (Electronic Data Interchange) permitindo prever tendências reais do mercado.

### Exemplo
Em Portugal, por exemplo, a Bosch Car Multimédia em Braga faz uso de um sistema de inventário gerido pelos fornecedores (IGF), mas apenas para fornecedores não nacionais, que são europeus e asiáticos. Neste caso, o inventário é localizado diretamente nas instalações da empresa e o fornecedor é proprietário do estoque até os materias seguirem para a produção. Apenas depois da inserção da matéria prima na produção é que a empresa envia a fatura para os fornecedores. Para garantir uma boa relação com os seus fornecedores e otimizar a gestão do estoque, a empresa providencia relátorios com toda a informação necessária ao fornecedor. No entanto, a empresa vai intercalando com CMI (Co-Managed Inventory) onde o  fornecedor envia uma proposta de encomenda, mas a empresa tem de aceitar ou não. Por outro lado, com o sistema VMI a empresa não necessita de aprovar a encomenda .